# CCP Records
CCP Records je rakouské hudební vydavatelství z Lince v Horních Rakousích založené roku 1992 Clausem Prellingerem. Vydává rakouské i zahraniční kapely se zaměřením na pagan metal, black metal a viking metal. Na vydaných nahrávkách používá katalogové číslo začínající písmeny CCP.
Mezi kapely ze stáje CCP Records patří např. Vanitas, Dorn, Riger, XIV Dark Centuries, Dornenreich a další.

## Seznam kapel
Seznam vybraných kapel, jejichž desky vyšly u CCP Records:
- Astaroth (Rakousko)[1]
- Atritas (Švýcarsko)
- Dorn (Německo)
- Dornenreich (Rakousko)
- Estatic Fear (Rakousko)[1]
- Grabak (Německo)[2]
- Grimthorn (Rakousko)
- Hrossharsgrani
- Invokation (Německo)
- Malnatt (Itálie)
- Nerthus (Rakousko)
- Riger (Německo)
- Spectral (Německo)
- Strydegor (Německo)
- Thirdmoon (Rakousko)
- Thorondir (Německo)
- Vanitas (Rakousko)
- Wolfchant (Německo)
- Wolfmare (Rusko)
- XIV Dark Centuries (Německo)
- a další